# لا ياكونا (برشلونة)
بلدية لا ياكونا (بالكاتالانية: la Llacuna) هي إحدى بلديات مقاطعة برشلونة، والتي تقع في منطقة كاتالونيا، شرق إسبانيا.
يبلغ عدد سكانها 878 نسمة وفقاً لإحصائية سنة (2007).